# Кублич
Кублич — селище в Україні, у Теплицькій селищній громаді Гайсинського району Вінницької області. Населення становить 246 осіб.

## Історія
Кублич як місце табору коронного війська, яке виступило на охорону кордону від татар, згадується 1613 (у життєписі Томаша Замойського).
Кублич згадується 1644 (у творі «Погоня Охотної виправи до обозу (табору коронного війська) та до Диких піль ясновельможного князя Самійла-Кароля на Корцу Корецького і т. д., і т. п.» (Без місця друку, 1645)).
За назвою селища названо станцію Кублич, де зупиняються пасажирські та приміські поїзди.
12 червня 2020 року, відповідно розпорядження Кабінету Міністрів України № 707-р «Про визначення адміністративних центрів та затвердження територій територіальних громад Вінницької області», село увійшло до складу Теплицької селищної громади.
19 липня 2020 року, в результаті адміністративно-територіальної реформи та ліквідації Теплицького району, село увійшло до складу Гайсинського району.